# Lobovalgus brevicauda
Lobovalgus brevicauda är en skalbaggsart som beskrevs av Louis Burgeon 1935. Lobovalgus brevicauda ingår i släktet Lobovalgus och familjen Cetoniidae. Inga underarter finns listade i Catalogue of Life.